# Glaucó (estafador)
Glaucó (Glaucon, Γλαύκων) fou un atenenc que junt amb els seus germans Glauc i Teopomp va pledejar per obtenir una propietat presentant un fals testament del difunt, en contra de Filòmac, parent més proper del mort. La falsificació fou descoberta, però no es van desanimar i al cap d'un temps ho van intentar per segona vegada i aquesta si que ho van aconseguir. Demòstenes al seu discurs πρὸς Μακάρτατον, pledejava en nom del fill de Filòmac, Ebúlides, per recuperar la possessió, contra un fill de Teopomp.